# フィッツナウ・リギ鉄道

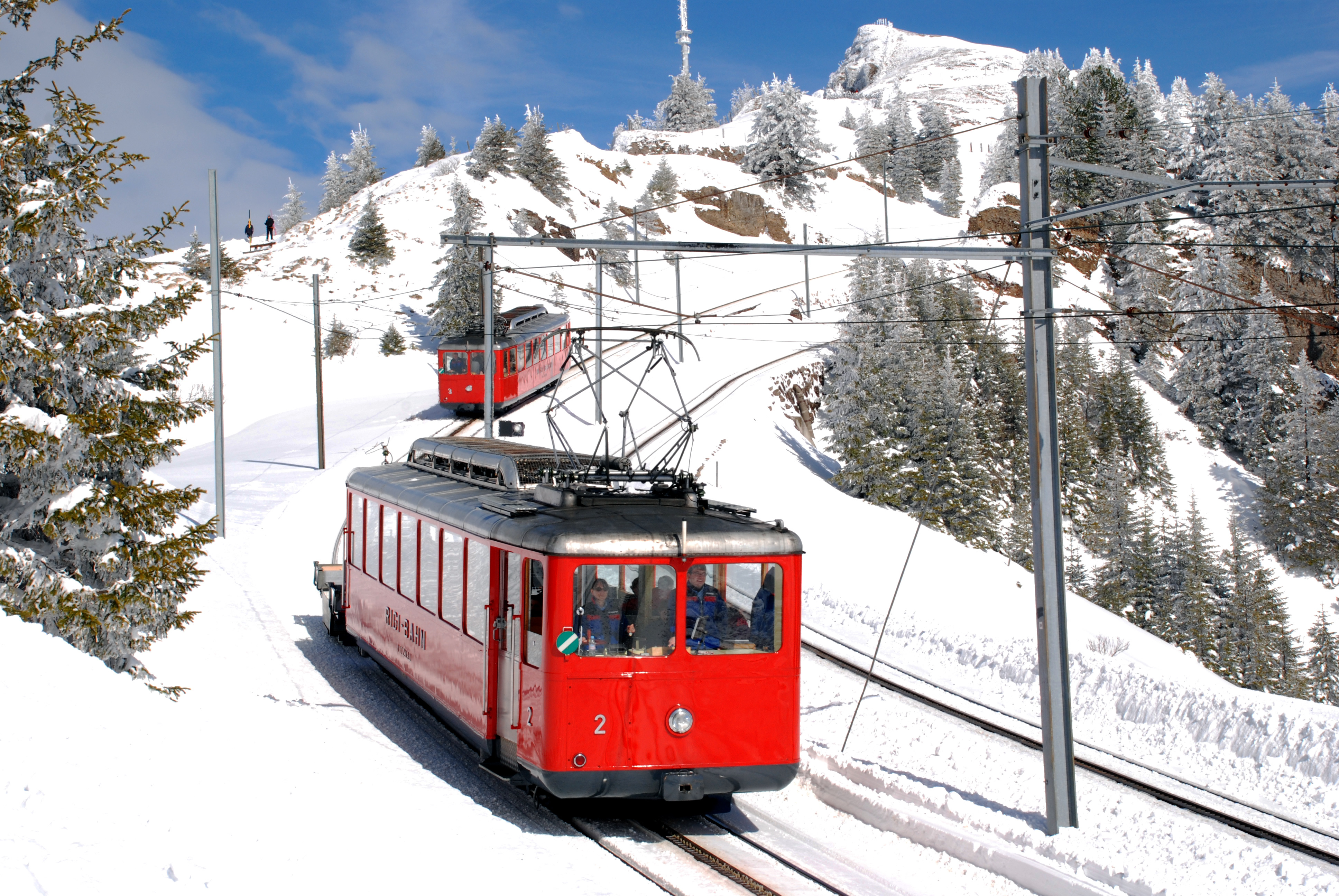
フィッツナウ・リギ鉄道

フィッツナウ・リギ鉄道（フィッツナウ・リギてつどう、ドイツ語: Vitznau-Rigi-Bahn、略VRB）はスイス、フィッツナウとリギ山を結ぶ全長7キロメートルの登山鉄道である。この鉄道は1871年にヨーロッパ初の登山鉄道として開業した。車体の色は赤である。

## 概要
軌間は1435ミリ、全線にリッケンバッハ式のラックレールが敷かれている。途中のリギ・シュタッフェル駅でアルト・リギ鉄道（ARB）と合流する。

## 駅
- フィッツナウ駅
- リギ・カルトバート・フィルスト駅
- リギ・シュタッフェル駅
- リギ・クルム駅